# ALSOK宮城
ALSOK宮城株式会社（アルソックみやぎ）は日本の常駐警備専門会社。ALSOK株式会社が100%出資する完全子会社であり連盟会社。

## 概要
東北綜合警備保障の子会社として2004年4月に設立。
2009年4月、東北綜警の分割・吸収に伴い東北綜合管財（後に事業をALSOK宮城管財などへ会社分割により承継し解散）とともに綜合警備保障の完全子会社となった。
東北電力の原発警備や宮城県内での施設警備を主たる事業としている。また、2015年12月6日開業の仙台市地下鉄東西線の一部駅での駅務業務も行う。
2015年7月13日に商号を「東北綜警常駐株式会社」から変更した。

## 事業内容

### 常駐警備
- 女川原子力発電所

### 駅業務受託事業
- 仙台市地下鉄東西線 - 2015年12月6日開業より一部の駅務業務を受託。

### 空港消防業務
- 仙台空港 - 空港内の消防業務を受託。

### かつて担当していた箇所
- 福島第一原子力発電所・福島第二原子力発電所 - ALSOK福島へ業務移管